# Soto (Familienname)
Soto ist ein spanischer Familienname.

## Namensträger

### A
- Álvaro de Soto (* 1943), peruanischer Diplomat
- Ana Soto, argentinisch-US-amerikanische Biochemikerin
- Ángel Manuel Soto (1983) puerto-ricanischer Filmschaffender
- Antonio Díaz Soto y Gama (1880–1967), mexikanischer Revolutionär und Politiker
- Antonio Jesús Soto (* 1994), spanischer Radrennfahrer
- Armando Soto La Marina (1909–1983), mexikanischer Schauspieler

### B
- Bernardo Soto Alfaro (1854–1931), costa-ricanischer Politiker, Präsident 1885 bis 1889
- Blanca Soto (* 1979), mexikanische Schauspielerin und Model

### C
- Carlos Soto (Militar), (Carlos Soto Romero, 1902–1936), spanischer Militär
- Carlos Soto (Fußballspieler, I), bolivianischer Fußballspieler
- Carlos Soto (Politiker, 1951), (Carlos Enrique Soto Menegazzo, * 1951), guatemaltekischer Politiker und Arzt
- Carlos Soto (Politiker, 1954), (Carlos Enrique Soto Jaramillo, 1954–2020), kolumbianischer Politiker und Unternehmer
- Carlos Soto (Fußballspieler, 1959) (Carlos Fredy Soto Sandoval, * 1959), chilenischer Fußballspieler
- Carlos Soto (Fußballspieler, 1965) (Carlos Alberto Soto Olivares, * 1965), chilenischer Fußballspieler
- Carlos Soto (Fußballspieler, 1984) (Carlos Daniel Soto, * 1984), argentinischer Fußballspieler
- Carlos Soto (Judoka), honduranischer Judoka
- Carlos Soto Bermudez, uruguayischer Politiker
- Carlos Pérez Soto (* 1954), chilenischer Physiker
- Carmen Yulín Cruz Soto (* 1963), puerto-ricanische Politikerin
- Catalina Soto (* 2001), chilenische Radsportlerin
- César Soto (* 1971), mexikanischer Boxer
- Clemente Soto Vélez (1905–1993), puerto-ricanischer Dichter und Journalist

### D
- Darren Soto (* 1978), US-amerikanischer Politiker
- Domingo de Soto (1494–1560), spanischer Theologe

### E
- Elkin Soto (* 1980), kolumbianischer Fußballspieler
- Emilio De Soto, kubanischer Triathlet und Unternehmer
- Enrique Soto, uruguayischer Politiker
- Ernesto Soto (Rennfahrer, 1943) (1943–1995), venezolanischer Automobilrennfahrer
- Ernesto Soto (Rennfahrer, 1954) (1954–1997), argentinischer Rallyefahrer
- Eugenio Soto (1909–1998), chilenischer Fußballspieler und -trainer

### F
- Federico Arístides Soto Alejo (1930–2008), kubanischer Perkussionist, Bandleader, Komponist und Arrangeur, siehe Tata Güines
- Fernando Soto (* 1968), spanischer Schauspieler
- Fernando Soto Henríquez (1939–2006), honduranischer Jagdflieger
- Francisco Álvarez De Soto (* 1968), panamaischer Anwalt und Außenminister von Panama

### G
- Gabriel Soto (* 1975), mexikanischer Schauspieler
- Guillermo Soto (* 1994), chilenischer Fußballspieler
- Guillermo Patricio Vera Soto (* 1958), chilenischer Geistlicher, Bischof von Rancagua

### H
- Hardy Neumann Soto (* 1963), chilenischer Philosoph
- Héctor Soto, uruguayischer Politiker
- Hernando de Soto († 1542), spanischer Seefahrer und Konquistador
- Hernando de Soto (Ökonom) (* 1941), peruanischer Ökonom und Wirtschaftsberater
- Hortensia Soto (* 1961), mexikanisch-amerikanische Mathematikerin und Hochschullehrerin
- Hugo Soto, uruguayischer Politiker
- Hugo Rafael Soto (* 1967), argentinischer Boxer
- Humberto Soto (* 1980), mexikanischer Boxer

### I
- Iván Sánchez Rico Soto (* 1980), spanischer Fußballspieler

### J
- Jaime Soto (* 1955), US-amerikanischer Geistlicher, Bischof von Sacramento
- Jeff Scott Soto (* 1965), US-amerikanischer Sänger
- Jesús Rafael Soto (1923–2005), venezolanischer Künstler
- Joel Soto (* 1982), chilenischer Fußballspieler
- Jonathan Soto (* 1988), uruguayischer Fußballspieler
- Jorge Soto (Fußballspieler, 1902) (1902–??), bolivianischer Fußballspieler
- Jorge Soto (Gewichtheber), puerto-ricanischer Gewichtheber
- Jorge Soto (Golfspieler) (* 1945), argentinischer Golfspieler
- Jorge Soto (Fußballspieler, 1971) (* 1971), peruanischer Fußballspieler
- Jorge Soto (Radsportler) (* 1986), uruguayischer Radrennfahrer
- Jorge Alberto Ossa Soto (* 1956), kolumbianischer Geistlicher, Erzbischof von Nueva Pamplona
- José Soto, uruguayischer Politiker
- José Manuel Soto (* 1946), costa-ricanischer Radrennfahrer
- Juan Soto (Fußballspieler, 1937) (1937–2014), chilenischer Fußballspieler und -trainer
- Juan Soto (Fußballspieler, 1956) (* 1956), chilenischer Fußballspieler
- Juan Soto (Schiedsrichter) (* 1977), venezolanischer Fußballschiedsrichter
- Juan Soto (* 1998), dominikanischer Baseball-Spieler
- Juan José Soto (1826–1899), uruguayischer Politiker
- Juan Wilfredo Soto García (1965–2011), kubanischer Dissident
- Juvenal Soto († 2013), chilenischer Fußballspieler

### L
- Longino Soto Pacheco (1923–2010), costa-ricanischer Mediziner, Fußballfunktionär und Politiker
- Lucero Soto (* um 1945), mexikanische Badmintonspielerin
- Luis Soto (Fußballspieler, 1919) (Luis Soto Valverde; 1919–1983), spanischer Fußballspieler
- Luis Soto (Fußballspieler, 1945) (Luis Eduardo Soto Trejos; * 1945), kolumbianischer Fußballspieler
- Luis Soto (Leichtathlet) (* 1978), puerto-ricanischer Leichtathlet
- Luis Alberto Soto Colque (* 1973), peruanischer Sportjournalist
- Luis Fernando Montoya Soto (* 1961),  kolumbianischer Fußballtrainer, siehe Luis Montoya (Fußballtrainer)
- Luchy Soto (1919–1970), spanische Schauspielerin

### M
- Manuel Esteban Soto (* 1994), kolumbianischer Leichtathlet
- Marco Aurelio Soto (1846–1908), honduranischer Politiker, Präsident 1876 bis 1883
- María Soto (* 1978), venezolanische Softballspielerin
- Mario Soto (Baseballspieler) (* 1956), dominikanischer Beisballspieler
- Mario Soto (Fußballspieler, 1933) (1933–1998), chilenischer Fußballspieler
- Mario Soto (Fußballspieler, 1950) (* 1950), chilenischer Fußballspieler und -trainer
- Mario Soto (Fußballspieler, 1987) (* 1987), peruanischer Fußballspieler
- Mario Soto (Politiker), uruguayischer Politiker
- Martha Elvira Soto Franco, kolumbianische Investigativjournalistin
- Matías Soto (Fußballspieler) (* 1991), uruguayischer Fußballspieler
- Matías Soto (Tennisspieler) (* 1999), chilenischer Tennisspieler
- Miguel Ángel Soto Arenas (1963–2009), mexikanischer Botaniker
- Melesio Soto (* 1941), mexikanischer Radrennfahrer

### N
- Nell Soto (1926–2009), US-amerikanische Politikerin
- Nercely Soto (* 1990), venezolanische Sprinterin

### O
- Onell Soto († 2015), kubanischer Geistlicher, Bischof im Miami

### P
- Pablo Mandazen Soto (1912–2011), spanischer Geistlicher Zoologe und Naturschützer
- Pedro de Soto (1494/1500–1563), spanischer Theologe
- Pedro Soto (Fußballspieler) (* 1952), mexikanischer Fußballtorwart
- Pedro Blanco Soto (1795–1829), bolivianischer Politiker
- Pere Soto (* 1958), spanischer Jazzmusiker
- Phil Soto (1926–1997), US-amerikanischer Politiker

### R
- Rafael Soto Andrade (* 1957), spanischer Dressurreiter
- Ricardo Soto (* 1999), chilenischer Bogenschütze
- Rosario Soto (* 2000), argentinische Beachhandballspielerin
- Rosendo Soto (1912–1994), mexikanischer Maler

### S
- Sebastian Soto (* 2000), US-amerikanischer Fußballspieler
- Serafín María de Soto (1792–1862), spanischer Generalleutnant und Politiker
- Simón Mesa Soto (* 1986), kolumbianischer Filmregisseur
- Steve Soto (1963–2018), US-amerikanischer Musiker

### T
- Talisa Soto (* 1967), US-amerikanische Schauspielerin und Fotomodell

### V
- Velia Eguiluz Soto (* 1965), mexikanische Beachvolleyballspielerin
- Vicente José Soto y Valcárce (1741–1818), spanischer Geistlicher und Bischof von Valladolid

### W
- Walter Guillén Soto (* 1961), honduranischer Ordensgeistlicher, Bischof von Gracias

### Z
- Zulma Soto Freire de Otamendi, uruguayischer Politiker